# Хабиб Юничев
Хабиб Юничев (кит. 海比甫玉尼奇, уйг. يۈنىچ خەبىب فازىلجانۇلى‎, тат. Юнич Хәбиб Фазылҗан улы, 1906 — 1945) — политик, журналист и педагог Синьцзянской провинции, Китай. Этнический татарин и мусульманин.

## Биография
Родился в 1906 году в Кульдже.
Был организатором первой газеты на уйгурском языке и её редактором с 1934 по 1944 год. В 1939 году его усилиями в Кульдже была открыта первая библиотека. В 40-х годах преподавал в том же городе в татарской школе.
Юничев был одним из немногих лидеров движения за независимость Синьцзяна. Он также был одним из авторов Декларации Революционной Республики Восточного Туркестана, первого этнического уйгурского государства, хотя и одного из первых государств-сателлитов СССР. Юничев также был министром образования непризнанного государства, работая редактором «Вестника свободного Восточного Туркестана». Он умер во время эпидемии сыпного тифа в 1945 году. Позже Советский Союз отказался от поддержки сепаратистского государства, которое рухнуло и было вновь поглощено Китаем.